# Chalet Charcot et son annexe
Le chalet Charcot et son annexe est un ensemble destiné à l'habitation, situé au no 29 rue George-Ier à Aix-les-Bains, en Savoie, en France.
Cette habitation qui servit à héberger l'explorateur Jean-Baptiste Charcot et sa famille durant leur villégiature, bénéficie d'une inscription partielle au titre des monuments historiques.

## Historique
Il s'agit d'un hôtel particulier édifié en 1882 d'après les plans de l'architecte genevois Antoine Gouy. Les travaux ont été exécutés en trois mois. L'annexe a été édifiée en 1896 par l'entreprise aixoise Léon Grosse à partir des plans établis par Jean Chevalley[Qui ?].

## Description
Le style du bâtiment principal, maison qui servait de lieu de villégiature au commandant Charcot et à sa famille, se base sur la représentation d'un chalet de type suisse.
Un bâtiment de style italien sert d'annexe à ce chalet. Il était destiné à abriter une salle à manger d'été et un cabinet de travail,  Les décors intérieurs de cette annexe proviennent d'Italie.

## Situation et accès
Positionné à proximité du centre ville d'Aix-les-bains, face à l'Hôtel Royal (secteur Saint Pol-Biollay) et dominant le parc floral des thermes, le domaine est une propriété privée.